# Сактен (заказник)
Природный заказник Сактен — охраняемая природная территория, расположенная на востоке Бутана, в дзонгхаге Трашиганг. Территория заказника площадью около 755 км² включает горные экосистемы на высотах от 1800 до 4400 м над уровнем моря. Учреждён в 1993 году с целью охраны снежного человека (йети), известного в Бутане как "Migoi". Достоверных источников о встречах с йети нет, но многие местные жители настаивают, что видели Migoi в этом районе.
Леса этой части королевства еще слабо изучены так как доступ иностранцев сюда ограничен, а местные боятся заходить далеко. Растительные сообщества в заказнике представлены ненарушенными альпийскими лугами, кустарниковыми субальпийскими сообществами из рододендронов, хвойными и широколиственными лесами. На территории живут изолированные общины таких народов как брокпа.
Фауна млекопитающих включает в том числе и редкие виды: ирбис, красная панда, гималайский медведь, олень мунтжаки, гималайская лисица, ирравадийская белка (Callosciurus pygerythrus), ассамский макак. Фауна птиц включает кровавого фазана (Ithaginis cruentus), тибетского сорокопута (Lanius tephronotus), седого дятла, удода, краснобрюхую синицу (Periparus rubidiventris), непальскую чечевицу (Carpodacus nipalensis) и многих других.
Флора заказника также разнообразна и, среди прочих видов, включает эндемичный вид белую бутанскую сосну (Pinus bhutanica) и национальный символ Бутана — меконопсис большой.
В 2012 году Природный заказник Сактен был включен в предварительный список Бутана для включения в Список объектов всемирного наследия ЮНЕСКО.